# پیرماهی
پیرماهی، روستایی از توابع بخش بیرانوند شهرستان خرم‌آباد در استان لرستان ایران است.
درسال ۱۳۹۰ فردی از اهالی این روستا به نام کربلایی غلامرضا نقی بیرانوند که خود مدرس بازنشسته دروس دینی ، قرآن و عربی از آموزش و پرورش استان لرستان است کلنگ احداث مسجدی با نام( محمد رسول الله) را زد.
```
البته ناگفته نماند که زمین احداث مسجد را یکی از خیرین این روستا اهدا نمود
```

آقای نقی بیرانوند که از معتمدان این محل میباشد با جمع آوری کمک های مردمی توانست به حول و قوه الهی این مسجد را بسازد، هر چند هنوز هم تا استفاده ۱۰۰درصدی نیاز مالی زیادی دارد زیرا دستشویی و وضوخانه ندارد و به کمک خیرین نیاز دارد
خادمی این مسجد را آقای علی جعفر پاینده که از خوبان و مومنان معتمد، این محله هستند بر عهده گرفتند
ایل شعبان که زیر مجموعه تیره نقی بیرانوند است بیشترین درصد جمعیت این روستا را تشکیل میدهند.
غار پیرماهی که نام روستا از این غار بزرگ گرفته شده است به عنوان یک معبد مذهبی مورد توجه اهالی این روستا و همچنین روستاهای اطراف میباشد
از جذبه های گردشگری این روستا میتوان به چشمه آب معدنی این روستا اشاره کرد که از زیر کوه پیرماهی نشعت میگیرد که طبق آزمایش مهندسان و دانشمندان آب و خاک حاوی مقادیر زیادی کلسیم 
روی،پتاسیم منیزیوم و عناصر معتددی از جمله بعضی از ویتامینهای خانواده B میباشد
در فصل بهار چنان زیبایی خاصی دارد که گویی قطعه ای از بهشت بر زمین فرود آمده است
شغل اصلی اهالی روستای پیرماهی ،نیز مانند دیگر روستا ها کشاورزی و دامداری است
شالیکاری(برنجکاری) چند سالیست که در این روستا رونق پیدا کرده است
ویراستار:مهدی میرزاده مطلق

## جمعیت
این روستا در دهستان بیرانوند شمالی قرار دارد و براساس سرشماری مرکز آمار ایران در سال ۱۳۸۵، جمعیت آن ۱۱۲ نفر (۲۱خانوار) بوده‌است.